# مارسيل باود
مارسيل باود (بالألمانية: Marcel Baude)‏ هو لاعب كرة قدم ألماني في مركز الدفاع، ولد في 5 أكتوبر 1989 في فرانكنبرغ في ألمانيا. لعب مع إنيرجي كوتبوس وكيمنتزر ونادي هالشر.

## وصلات خارجية
- مارسيل باود على موقع قاعدة بيانات كرة القدم.إي يو (الإنجليزية)
- مارسيل باود على موقع بيانات كرة القدم. دي إي (الألمانية)
- مارسيل باود على موقع Soccerway.com (الإنجليزية)
- مارسيل باود على موقع عالم كرة القدم.نت (الإنجليزية)